# Sanghisorba verrucosa
Sanghisorba verrucosa é uma espécie de planta com flor pertencente à família Rosaceae. 
A autoridade científica da espécie é (Link ex G.Don) Ces., tendo sido publicada em Stirp. Ital. Rar. 2, in pag. ad tab. S. dodecandrae (1842).
O seu nome comum é pimpinela-menor.

## Portugal
Trata-se de uma espécie presente no território português, nomeadamente em Portugal Continental, no Arquipélago dos Açores e no Arquipélago da Madeira.
Em termos de naturalidade é nativa de Portugal Continental e Arquipélago da Madeira e introduzida no arquipélago dos Açores.

## Protecção
Não se encontra protegida por legislação portuguesa ou da Comunidade Europeia.